# Ea
|  | Per a altres significats, vegeu «Ea (desambiguació)». |

En la mitologia babilònica, Ea és el déu de les aigües dolces. Ha estat associat al déu sumeri Enki. Fou també déu de la saviesa.